# اسب جزیره سابل
اسب جزیره سابل، نژادی کوچک و رمیده از اسب است که در جزیره سابل واقع در سواحل نوا اسکوشیا، کانادا زندگی می‌کند. این اسب‌ها معمولاً دارای رنگ تیره هستند. نخستین دسته از آن‌ها در اواخر دههٔ ۱۷۰۰ در این جزیره رهاسازی شدند و به‌سرعت به حالت رمیده درآمدند. در سال‌های بعد، اسب‌های دیگری برای بهبود کیفیت و تنوع ژنتیکی گله به جزیره منتقل شدند. این اسب‌ها در گذشته برای استفاده شخصی یا فروش جهت کشتار جمع‌آوری می‌شدند که این روند تا دههٔ ۱۹۵۰ جمعیت آن‌ها را در معرض خطر انقراض قرار داد. بر اساس یک مطالعه در سال ۲۰۱۸، جمعیت این نژاد حدود ۵۰۰ رأس برآورد شد که نسبت به حدود ۳۰۰ رأس ثبت‌شده در دههٔ ۱۹۷۰ افزایش یافته است.
در سال ۱۹۶۰، دولت کانادا با تصویب قانونی، از اسب‌های جزیره سابل در زیستگاه وحشی‌شان محافظت کرد. از دههٔ ۱۹۸۰ تاکنون، پژوهش‌های بلندمدت و غیرتهاجمی بر روی این گله انجام شده و در سال ۲۰۰۷ یک تحلیل ژنتیکی نشان داد که این گله از نظر ژنتیکی به اندازه‌ای متمایز است که توجه دوستداران محیط‌زیست را جلب کند. در سال ۲۰۰۸، اسب جزیره سابل به‌عنوان اسب رسمی استان نوا اسکوشیا معرفی شد و در سال ۲۰۱۱، این جزیره عنوان «ذخیره‌گاه پارک ملی جزیره سابل» را دریافت کرد. این گله بدون دخالت انسانی مدیریت می‌شود و به‌طور قانونی در برابر هرگونه مداخله انسان محافظت شده است. این اسب‌ها تنها در جزیره سابل و تا سال ۲۰۱۹، در «پارک حیات‌وحش شوبناکادی» واقع در سرزمین اصلی نوا اسکوشیا حضور داشته‌اند؛ گله اخیر نیز از اسب‌هایی تشکیل شده که در دههٔ ۱۹۵۰ از جزیره سابل منتقل شده بودند.